# Dan Hibiki
Dan Hibiki (火引弾, Hibiki Dan),, est un personnage de fiction issu de la série Street Fighter. Il s'agit d'un japonais d'origine chinoise qui vit à Hong Kong,  et créateur du Saikyo, un art martial fictif. Il fait sa première apparition dans Street Fighter Alpha: Warriors' Dreams en 1995, en tant que personnage parodique et secret.
Dan Hibiki y est présenté comme un personnage arrogant, et trop confiant en lui-même. Il est considéré comme étant le personnage comique et parodique de la franchise, principalement à cause de ses poses avant et après le combat. En effet, Dan a été créé comme une parodie de deux personnages de la franchise concurrente Art of Fighting.
Apparu dans Street Fighter Alpha premier du nom, Dan cherche à prendre sa revanche sur Sagat, qui a tué son père Gou Hibiki lors d'un violent combat dans lequel l'Empereur du Muay Thaï perdit son œil droit.
Dans Street Fighter IV, sa motivation est de faire reconnaitre au monde entier que le Saikyo-Ryu est le meilleur art martial qui soit. Il est lié d'amitié avec Blanka et est au passage le seul à l'appeler par son prénom : Jimmy.

## Système de jeu
Dans Street Fighter Alpha 3 et ensuite dans Street Fighter IV, il est le seul personnage à avoir plusieurs provocations spéciales (en plus des provocations habituelles de chaque personnage) dont un Super Combo qui n'inflige strictement aucun dommage.

## Inspiration

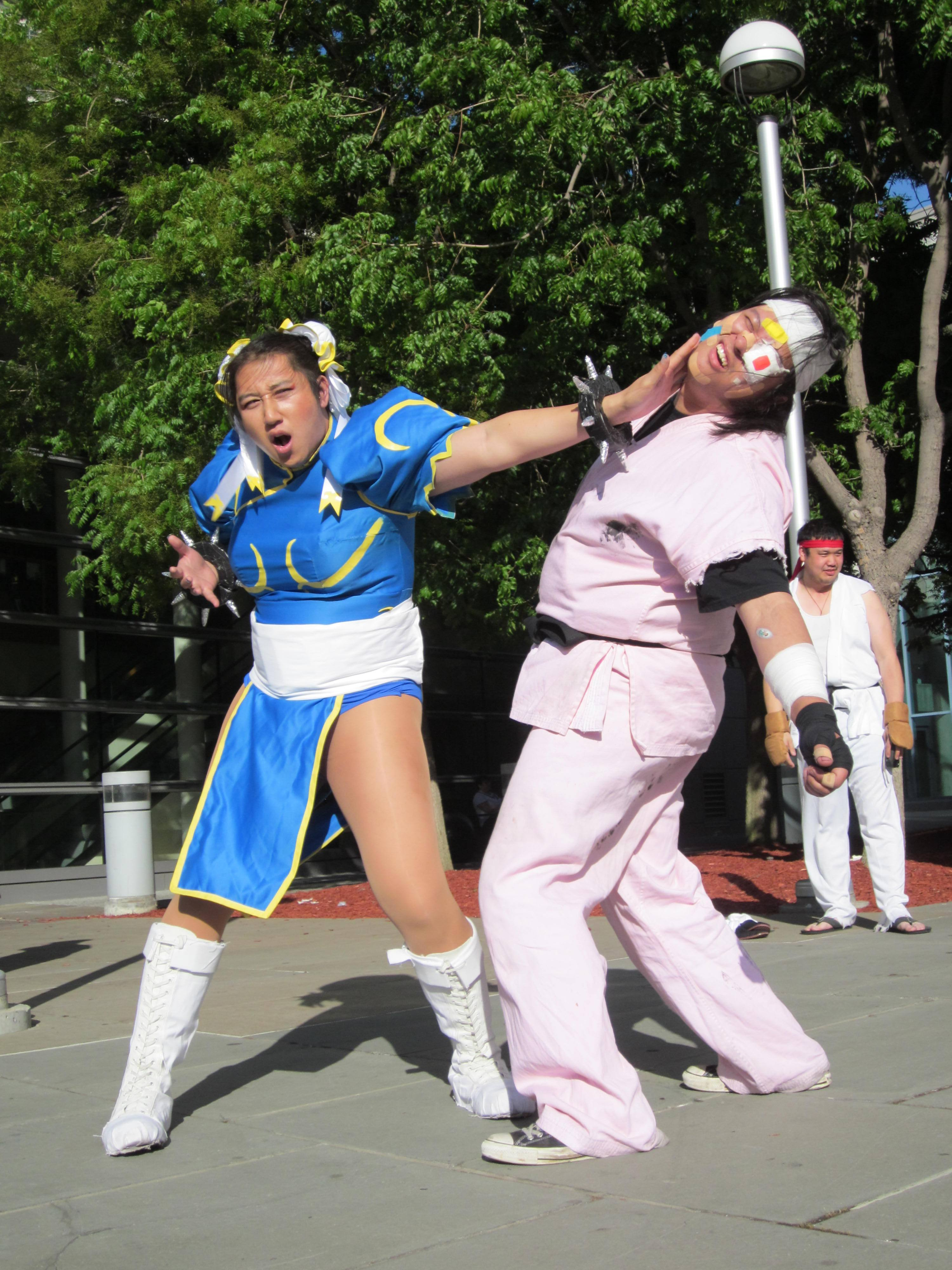
Cosplay avec imitation d'un combat entre Chun-Li et Dan.

Dan Hibiki est une parodie de Ryo Sakazaki et de Robert Garcia, deux personnages de la franchise concurrente Art of Fighting. Il a la tête de Robert et le costume de Ryo. Gou, le père de Dan (qui ressemble étrangement à Takuma Sakasaki alias M. Karaté, qui est le père de Ryo) est mort à la suite d'un combat contre Sagat. Il lui fera perdre son œil. Dan cherche Sagat pour venger son père.
Relativement faible, Dan est une figure comique au sein de la franchise Street Fighter. Sa palette de coups, une variante du karaté Shotokan que maitrisent Ryu et Ken appelée Saikyo (« le plus fort » en japonais), est d'une puissance amoindrie comparée à celle de Ken et Ryu. Il possède pourtant une capacité spéciale apparaissant notamment dans la série Street Fighter Alpha 2 (Zero 2) : sa provocation (« taunt » en anglais) est illimitée et recharge un peu sa barre de puissance.
L'unique intérêt de Dan au combat est le défi proposé par le personnage : ses attaques spéciales ne le rendent pas insensibles, il est incapable d'aligner un 'combo' (hors furies), et sa panoplie de mouvements est limitée.
Dan apparaît lors d'un combat dans la version animée (OAV) de Street Fighter où il perd rapidement contre Birdie en lançant un Gadouken qui s'arrête un peu trop tôt.
Il apparait également, en 2012,  dans un sketch du Golden Show intitulé Confessions Fighters (parodie de l'émission TV Confessions intimes avec des personnages du jeu). Incarné par Raphaël Descraques, Dan y est l'enfant attardé d'un couple Ryu & Chun-Li en crise, que M. Bison vient consulter comme thérapeute de couple.

## Apparitions
- 1995 - Street Fighter Alpha: Warriors' Dreams (jouable via un code)[5]
- 1996 - Super Puzzle Fighter II Turbo
- 1996 - Street Fighter Alpha 2
- 1997 - Marvel Super Heroes vs. Street Fighter
- 1998 - Street Fighter Alpha 3
- 1999 - SNK vs. Capcom: The Match of the Millennium
- 1999 - SNK vs. Capcom: Card Fighters Clash
- 2000 - Marvel vs. Capcom 2: New Age of Heroes
- 2000 - Capcom vs. SNK: Millennium Fight 2000 Pro
- 2001 - Capcom vs. SNK 2: Mark of the Millennium 2001
- 2001 - Street Fighter Zero 3 Upper
- 2003 - SNK vs. Capcom: SVC Chaos
- 2009 - Street Fighter IV
  - 2010 - Super Street Fighter IV
  - 2014 - Ultra Street Fighter IV
- 2016 - Street Fighter V

## Doublage
Version japonaise 
- Katashi Ishizuka - Street Fighter Alpha (version Arcade)
- Osamu Hosoi - Street Fighter Alpha (version Consoles) ; SNK vs. Capcom: SVC Chaos
- Kazuyuki Ishikawa - Street Fighter Alpha (film animé)
- Toshiyuki Kusuda - Street Fighter IV, Street Fighter X Tekken